# Хохлатка промежуточная
Хохла́тка промежу́точная, или Хохлатка средняя (лат. Corýdalis intermédia) — вид двудольных цветковых растений из рода Хохлатка (Corydalis) подсемейства Дымянковые (Fumarioideae) семейства Маковые (Papaveraceae).

## Ботаническое описание

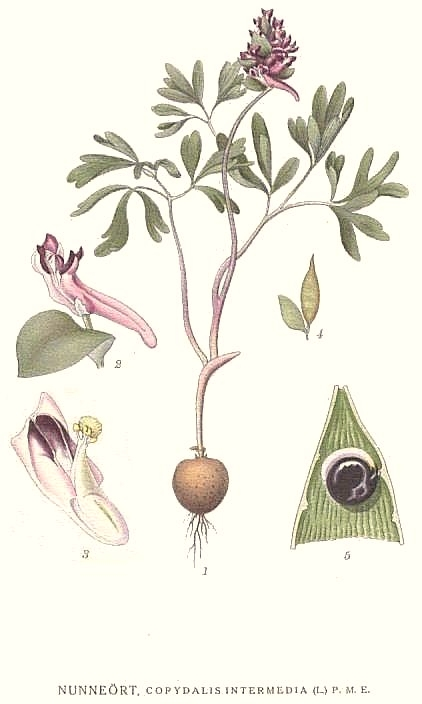

Многолетнее травянистое растение, весенний клубневой эфемероид. Клубень шаровидный, 8—15 мм в диаметре. Стебли обычно с плёнчатым листом в основании, прямостоячие, 5—15 см в высоту. Листья нежные, сизовато-зелёного цвета, в числе 2, длинночерешковые, дважды тройчатые, сегменты первого порядка на черешочках, их доли суженно-обратнояйцевидные, надрезанные на крупные тупые продолговато-линейные лопасти.
Цветки собраны в почти головчатую кисть в количестве 1—10 на конце стебля. Прицветники цельные, обратнояйцевидные, намного длиннее короткой цветоножки. Чашелистики очень мелкие, зубчатые. Венчик фиолетово-розовый, небольшой.
Плод — коробочка продолговатой формы, 10—15×4—5 мм. Семена блестящие, чёрные, около 2 мм в диаметре.
Цветёт и плодоносит в природе с апреля по май. Теневыносливое растение, мезофит, мезотроф, эвтроф.

## Распространение и экология
Широко распространена по всей Европе от Скандинавии до Балканского полуострова, также в Малой Азии. 

## Классификация

### Таксономия
Corydalis intermedia (L.) Mérat, 1812, Nouv. Fl. Env. Paris : 272
Вид Хохлатка промежуточная относится к роду Хохлатка (Corydalis) трибы Дымянковые (Fumarieae) подсемейства Дымянковые (Fumarioideae) семейства Маковые (Papaveraceae) порядка Лютикоцветные (Ranunculales). Таксономическая схема в соответствии с Системой APG IV по состоянию на декабрь 2023 года:
|  |                          |  |                                   |                                   |                   |  | еще 6 семейств | еще 6 семейств     |                         |  |  |  | еще 20 родов                                                   | еще 20 родов           |  |  |
|  |                          |  |                                   |                                   |                   |  | еще 6 семейств | еще 6 семейств     |                         |  |  |  | еще 20 родов                                                   | еще 20 родов           |  |  |
|  |                          |  |                                   | порядок Лютикоцветные             |                   |  |                |                    | подсемейство Дымянковые |  |  |  |                                                                | Хохлатка промежуточная |  |  |
|  |                          |  |                                   | порядок Лютикоцветные             |                   |  |                |                    | подсемейство Дымянковые |  |  |  |                                                                | Хохлатка промежуточная |  |  |
|  | клада Цветковые растения |  |                                   |                                   | семейство Маковые |  |                |                    | род Хохлатка            |  |  |  |                                                                |                        |  |  |
|  | клада Цветковые растения |  |                                   |                                   |                   |  |                |                    |                         |  |  |  |                                                                |                        |  |  |
|  |                          |  | ещё 63 порядка цветковых растений | ещё 63 порядка цветковых растений |                   |  |                | еще 1 подсемейство | еще 1 подсемейство      |  |  |  | еще 527 подтвержденных видов и 51 вид, ожидающих подтверждения |                        |  |  |
|  |                          |  |                                   | ещё 63 порядка цветковых растений |                   |  |                |                    | еще 1 подсемейство      |  |  |  |                                                                |                        |  |  |

### Синонимы
- Bulbocapnos fabaceus Bernh.
- Capnites fabacea Dumort.
- Capnoides fabacea (Pers.) Lyons
- Capnoides intermedia Kuntze
- Capnoides minor Schumach. ex DC.
- Corydalis alpina J.Gay
- Corydalis fabacea (Retz.) Pers.
- Fumaria bulbosa var. intermedia L.
- Fumaria fabacea Retz.
- Fumaria intermedia Ehrh.
- Pistolochia intermedia (L.) Bernh.
- Pseudofumaria intermedia (L.) Borkh.